# نادیه فضل
نادیه فضل (بهار ۱۳۴۵ خورشیدی) شاعر، نویسنده، روزنامه‌نگار (به ویژه در حوزه حقوق زنان) اهل افغانستان و ساکن آلمان است. از وی تا کنون سه گزینهٔ شعر با نام‌های «پرنیان خیال»، «جوانه‌های سبز غزل» و « ابرها بر شانه » منتشر گردیده‌است.
از نادیه فضل مقالات و نوشته‌های زیادی در مطبوعات برون مرزی افغانستان به چاپ رسیده‌است که بیشتر آن‌ها مسائل سیاسی و موضوعات پیرامون زندگی زنان افغانستان را بیان می‌نماید. نادیه فضل همچنان از گویندگان بانام افغانستان در برون از افغانستان است. او از سال ۱۹۹۸ به اینسو کارمند رادیو صدای آلمان است. نادیه فضل از سال ۱۹۹۲ بدین سو با رسانه‌های صوتی و کتبی افغانستانی‌ها همکاری دارد.

## زندگی
نادیه فضل در بهار ۱۳۴۵ خورشیدی در باغ نواب شهر کابل زاده شد. پدر او از سرای خواجه کهدامن و مادر وی از روستای شکردره کهدامن بود. نادیه در دبیرستان محجوبه هروی در کابل تحصیل کرد. پس از پایان صنف ششم به لیسه عالی آریانا رفت و موفقانه از آنجا نیز فارغ شد. سپس چندگاهی در دانشگاه کابل، دانشکده حقوق و علوم سیاسی تحصیل کرد ولی پس از ازدواج و تولد پسرش سهیل سادات، راهی غربت شد و از سال ۱۹۸۵ میلادی در جمهوری فدرال آلمان زندگی می‌کند. سال ۱۹۸۹ پسر دومش سیاوش سادات به دنیا آمد. نادیه فضل در آلمان هم درس خواند و اکنون کارمند رادیو صدای آلمان است. شاعران معاصر افغانستان صفحه ۱۱۲ چاپ سال ۲۰۰۲ کابل -افغانستان</ref/>
دفترهای شعر «پرنیان خیال» را در ۱۹۹۷ و «جوانه‌های سبز غزل» را در ۲۰۰۶ و مجموعه شعر «ابرها برشانه» را در نوروز ۱۳۹۱ خورشیدی برابر به بیستم ماه مارس ۲۰۱۲ میلادی راخوانندگان شعر وی به خوانش گرفتند. نادیه فضل همچنین دو سی دی دکلمه شعر دارد به نام‌های «چلچراغ» و «جوانه‌های سبز غزل». برای نادیه فضل زبان فارسی و شعر فارسی دری جایگاه ویژه دارد، بدین مفهوم که وی زبان و شعر فارسی را به مثابهٔ یک اصل جدایی ناپذیر تثبیت فرد با هویت اصلی‌اش می‌داند.
نادیه فضل علاوه بر شعر، مقاله‌ها و نوشتارهای اجتماعی بسیاری نیز دارد که در آن‌ها بیشتر به دردهای زنان افغانستان با هدف تحقق برابری و عدالت پرداخته‌است، از جمله فراخوانی به نام «سنگسار، آغازی برای اندیشیدن» و نوشته‌های وی پیرامون قوانین زن ستیزی که در روزهای ابتدای سال ۱۳۸۸ در افغانستان به تصویب رسیده است.

## نمونه شعر
عروس هفتم
| عشق، آیینه، غزل، نازِترنم بودم     |  | چشمه، دریاچه و باران، بوی گندم بودم |
| قصه خوان شب وصلِ چمن وماه و چراغ   |  | روشنان، دامنهٔ آبیی هفتم بودم        |
| یک قدم آنسوتـَرَک رفتم و غم را دیدم |  | من که در زمزمهٔ چلچله‌ها، گم بودم     |
| با حنا برکف دستم بنوشتند اسیر     |  | عمق شب، وسوسه وترس وتلاطم بودم      |
| مشتی از تلخی واندوه سرم پاشیدند   |  | دود بودم، شب یلدای توَهُم بودم        |
| مادرم قسمتی از بخت سیاهش را داد   |  | به من آن لحظه که در سوگِ تبسم بودم   |
| دَف و آواز نفس گیر تن سردم؛ آه!    |  | خط تسلیم به تقدیر و به مردم بودم    |
| مرگ درخانهٔ من جلوه نمایی می‌کرد    |  | اوکنار جسدم حس خدایی می‌کرد          |
| دانه‌دانه پرِ پرواز مرا مرد شکست    |  | آنکه بیداد به پرهای رهایی می‌کرد     |
| مثل ویرانهٔ سرما زدهٔ یخ بسته       |  | بادتابوت مرا خاکه زدایی می‌کرد       |

| قفل یک بوسهٔ داغی به لبم کاشت، نشست  |  | سبزِرویای پریدن، ناز یک خنده شکست   |
| روشنی خسته سرش ماند به زانو و گریست |  | ساز، پرواز، صدا، پنجره‌هاشان را بست |
| مثل بیگانه‌ترین شاخه زباران و هوا    |  | از برای هوس اش، دلبر و خانم بودم   |
| قسمتم گوشهٔ دیوارِ غمِ ننگ و نشان      |  | ماه افسرده دلی، قاب ترحم بودم      |
| صدق، بخشایش و باور پـَرِ پروازِ سحر    |  | روح توفانیی فریاد و تکلم بودم      |
| عطر گلواژهٔ مشرق، شعر زیبای خدا      |  | رنگ گلباغ شقایق، کاجی ازریشه جدا   |
| طعم انگور و طراوت، هدیه سبز صدا     |  | سخن آخر خلقت، معنی یی لطفِ وفا      |
| تکهٔ ابر، درِحجلهٔ هفتم بودم           |  | قصهٔ تلخ شب خانهٔ مردم بودم          |
| ... من که در زمزمهٔ چلچله‌ها گم بودم  |  | عشق، آیینه، غزل، نازِ ترنم بودم     |
| بوی گندم، ماه، رؤیا                 |  | دامن آبیی هفتم بودم                |

| با تو رگهای غزلهایم، تپش و رویش و زیباییست  |  | مثل احساس قشنگ عشق، لطف منظومهٔ رویاییست  |
| مثل یک شاخهٔ گل بی تو راه گم کردهٔ بارانم     |  | بغض بیداد زمستانی، لحظه‌ها تلخ شکیباییست  |
| آمدی دلهره‌ها کوچید، آمدی غصه شکست و ریخت    |  | خانه و شیشه و سقف ودر، نفس گرم دلآراییست |
| باز در ناز دودست تو، معبد خاطره‌ها گل کرد    |  | باز چشمان سیاه من، شاهد رفتن تنهاییست    |
| بی تو دیوار و در و جانم، وسعت سرد خزانی دور |  | باتو گلخانهٔ دل روشن، مثل ابریشم صحراییست |